# Lena Heine
Lena Heine (* 1975) ist eine deutsche Sprachwissenschaftlerin.

## Leben
Nach dem Studium (1995–2001) der Skandinavistik, Sprachlehrforschung und Ältere Deutsche Literatur an den Universitäten Hamburg und Stockholm war sie von 2003 bis 2005 Mitarbeiterin im DFG-Forschungsprojekt „Fachlernen und (Fremd-)Sprachlichkeit: aufgabenbasierte Kognition, Kommunikation, Kooperation“, (Universität Osnabrück). Nach der Promotion 2007 an der Universität Osnabrück war sie von 2010 bis 2017 Juniorprofessorin für Sprachlehrforschung an der Ruhr-Universität Bochum. Nach der positiven Evaluation 2014 als Juniorprofessorin für Sprachlehrforschung an der Ruhr-Universität Bochum ist sie seit 2017 W2-Professorin für „Sprachbildung und Mehrsprachigkeit“ am Germanistischen Institut der Ruhr-Universität Bochum.

## Schriften (Auswahl)
- Problem solving in a foreign language. A study in content and language integrated learning. Berlin 2010, ISBN 978-3-11-022445-0.
- mit Verena Cornely Harboe und Mirka Mainzer-Murrenhoff: Unterricht mit neu zugewanderten Kindern und Jugendlichen. Interdisziplinäre Impulse für DaF/DaZ in der Schule. Münster 2016, ISBN 3-8309-3436-X.